# Wimbledon Championships 1907
Die 31. Auflage der Wimbledon Championships fand 1907 auf dem Gelände des All England Lawn Tennis and Croquet Club an der Worple Road statt.
Der Prince of Wales, der spätere britische König Georg V., stattete dem Turnier einen Besuch ab und übernahm die Präsidentschaft des All England Club.

## Herreneinzel
Mit dem Australier Norman Brookes gewann zum ersten Mal ein Nicht-Brite das Turnier im Herreneinzel. Der Vorjahressieger Laurence Doherty trat nicht zur Titelverteidigung an.

## Dameneinzel
Bei dem Damen standen sich zum dritten Mal in Folge in der Challenge Round Dorothea Douglass und May Sutton gegenüber. Sutton konnte dabei ihren zweiten Titel erringen.

## Herrendoppel

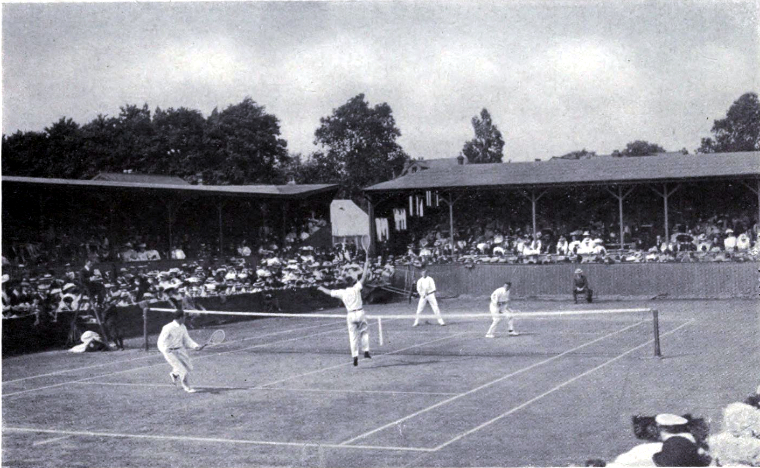
Doppelfinale der Herren, Brookes und Wilding gegen Behr und Wright

Das Herrendoppel gewannen Norman Brookes und Anthony Wilding, die sich gegen die US-Amerikaner Karl Howell Behr und Beals Wright mit 6:4, 6:4 und 6:2 durchsetzten.